# Chūko Sanjūrokkasen
I Chūko Sanjūrokkasen (中古三十六歌仙) è un elenco antologico di 36 poeti giapponesi. Fu realizzato da Fujiwara no Norikane durante l'era Kamakura e aveva lo scopo di emulare e completare l'elenco di Trentasei Immortali della Poesia, redatto da Fujiwara no Kintō durante l'era Heian.

## Elenco dei poeti delChūkō Sanjūrokkasen
1. Sei Shonagon (清 少 納 言)
2. Izumi Shikibu (和 泉 式 部)
3. Sagami (相 模)
4. Egyō (恵 慶 法師)
5. Akazome Emon (赤 染 衛 門)
6. Fujiwara no Michinobu (藤原 道 信)
7. Nōin (能 因 法師)
8. Taira no Sadafumi (平 貞 文)
9. Kiyohara no Fukayabu (清 原 深 養父)
10. Uma no Naishi (馬 内侍)
11. Fujiwara no Yoshitaka (藤原 義 孝)
12. Ōe no Chisato (大江 千里)
13. Fujiwara no Sadayori (藤原 定 頼)
14. Jōtomōn’in no Chūjō (上 東門 院 中将)
15. Murasaki Shikibu (紫 式 部)
16. Fujiwara no Michitsuna no Haha (道 綱 卿 母)
17. Fujiwara no Nagatō (藤原 長 能)
18. Ariwara no Muneyana (在 原 棟梁)
19. Fujiwara no Michimasa (藤原 道 雅)
20. Principe Kanemi (兼 覧 王)
21. Ise no Taifu (伊 勢 大 輔)
22. Sone no Yoshitada (曾 禰 好 忠)
23. Fun'ya no Yasuhide (文 屋 康 秀)
24. Fujiwara no Tadafusa (藤原 忠 房)
25. Sugawara no Sukeaki (菅原 輔 昭)
26. Ōe no Masahira (大江 匡衡)
27. Anpō (安 法 法師)
28. Ōe no Yoshitoki (大江 嘉言)
29. Minamoto no Michinari (源 道 済)
30. Dōmyō (道 命 阿闍梨)
31. Zōki (増 基 法師)
32. Ariwara no Motokata (在 原 元 方)
33. Fujiwara no Sanekata (藤原 実 方)
34. Fujiwara no Kintō (藤原 公 任)
35. Ōnakatomi no Sukechika (大中臣 輔 親)
36. Fujiwara no Takatō (藤原 高遠)